# Godaille et Godasse
Godaille et Godasse est une série de bande dessinée humoristico-historique créée par le scénariste Raoul Cauvin et le dessinateur Jacques Sandron, se situant à l’époque napoléonienne.
Pré-publiée dans le Journal de Spirou à partir du no 1938 (5 juin 1975), elle a été éditée par les éditions Dupuis du 1er trimestre 1982 jusqu'en 1986, puis poursuivie par MC Productions pour un cinquième et dernier tome en 1988, avant d'être entièrement rééditée en 1991 par les Éditions Jourdan.

## Synopsis
En pleine époque napoléonienne, le hussard Godaille se voit toujours confier les missions les plus risquées et superficielles. Étant donné son tempérament poltron, que partage son fidèle cheval Godasse, il est souvent accompagné de son camarade et ami Lafleur.

## Personnages
- Le hussard Godaille
- son cheval Godasse
- Lafleur
- Napoléon Ier, source de la majorité des ennuis de Godaille
- Madame Sans-Gêne, connue pour raconter des histoires salaces

## Genèse
À l’âge de quinze ans, Jacques Sandron est apprenti retoucheur à l'imprimerie chez Dupuis avant d'être engagé trois ans plus tard comme imprimeur du Journal de Spirou au célèbre siège social de Marcinelle, en 1960, année où Raoul Cauvin entre également aux éditions Dupuis comme lettreur. Au fil des années, Sandron se prend de passion pour la bande dessinée et finit par présenter en 1975 une histoire de son cru au rédacteur en chef Thierry Martens, qui la refuse.
C'est à ce moment qu'il rencontre Raoul Cauvin, alors scénariste populaire des Tuniques bleues, avec qui il fait connaissance et sur le scénario duquel il débute comme dessinateur les aventures de Godaille et Godasse sous forme de gags. Le Hussard Godaille, un récit de six pages, paraît pour la première fois dans l'hebdomadaire Spirou en juin 1975.

## Publication

### Revues
Les planches de Godaille et Godasse paraissent dans le Journal de Spirou à partir du no 1938 du 5 juin 1975 jusqu'au no 2517 du 8 juillet 1986, comprenant certains récits non repris en albums.
| Titre                       | Spirou                                                  | Détails                                                                        |
| --------------------------- | ------------------------------------------------------- | ------------------------------------------------------------------------------ |
| Le Hussard Godaille         | no 1938 du 5 juin 1975                                  | récit complet de six pages                                                     |
| sans titre                  | no 1943 du 10 juillet 1975                              | récit complet de six pages                                                     |
| sans titre                  | no 1947 du 7 août 1975                                  | récit complet de six pages                                                     |
| Pour qui sonne la glace ?   | no 1965 du 11 décembre 1975                             | récit complet de quatre pages                                                  |
| sans titre                  | no 1974 du 12 février 1976                              | récit complet de quatre pages                                                  |
| sans titre                  | no 1989 du 27 mai 1976                                  | récit complet de cinq pages                                                    |
| sans titre                  | no 1995 du 8 juillet 1976                               | récit complet de cinq pages                                                    |
| sans titre                  | no 2008 du 7 octobre 1976                               | récit complet de quatre pages                                                  |
| sans titre                  | no 2034 du 7 avril 1977                                 | récit complet de deux pages                                                    |
| sans titre                  | no 2058 du 29 septembre 1977                            | récit complet de deux pages                                                    |
| sans titre                  | no 2065 du 10 novembre 1977                             | récit complet de deux pages                                                    |
| sans titre                  | no 2067 du 24 novembre 1977                             | récit complet de deux pages                                                    |
| sans titre                  | no 2072 du 29 décembre 1977                             | récit complet de deux pages                                                    |
| sans titre                  | no 2076 du 26 janvier 1978                              | récit complet de deux pages                                                    |
| sans titre                  | no 2084 du 23 mars 1978                                 | gag                                                                            |
| Des chariots dans la steppe | du no 2102 du 27 juillet 1978 au no 2142 du 3 mai 1979  | récit à suivre                                                                 |
| Madame Sans-Gêne            | du no 2166 du 18 octobre 1979 au no 2186 du 6 mars 1980 | récit à suivre                                                                 |
| Le Sacre de l’Empereur      | du no 2242 du 2 avril 1981 au no 2252 du 11 juin 1981   | récit à suivre                                                                 |
| Révolte en Espagne          | du no 2304 du 10 juin 1982 au no 2314 du 19 août 1982   | récit à suivre                                                                 |
| Un hussard à la mer         | du no 2392 du 16 février 1984 au no 2395 du 8 mars 1984 | récit à suivre                                                                 |
| Les Mémoires d’un hussard   | no 2446 du 26 février 1985                              | récit complet de onze pages qui sera réédité dans le no 2517 du 8 juillet 1986 |

### Albums
Tout en poursuivant la pré-publication de la série, les éditions Dupuis décident d'en faire des albums. Entre 1982 et 1986, les 2 premiers ont une couverture brochée, les 2 suivants une couverture reliée. Deux ans après, MC Productions édite le cinquième et dernier tome.
En 1991, Jourdan réédite les quatre premiers tomes.
1. Madame Sans-Gêne (1er trimestre 1982,  (ISBN 2-8001-0881-9))
2. Sacré Sacre (1er trimestre 1983,  (ISBN 2-8001-0957-2))
3. Hussard à la mer (2e trimestre 1985,  (ISBN 2-8001-1132-1))
4. Révolte en Espagne (1er trimestre 1986,  (ISBN 2-8001-1261-1))
5. Des chariots dans la steppe (juin 1988,  (ISBN 2-90714-307-7))

### Éditeurs
- Dupuis : tomes 1 à 4 (première édition des tomes 1 à 4)
- MC Productions : tome 5 (première édition du tome 5)
- Jourdan : tomes 1 à 4